# Carnegiebibliotek

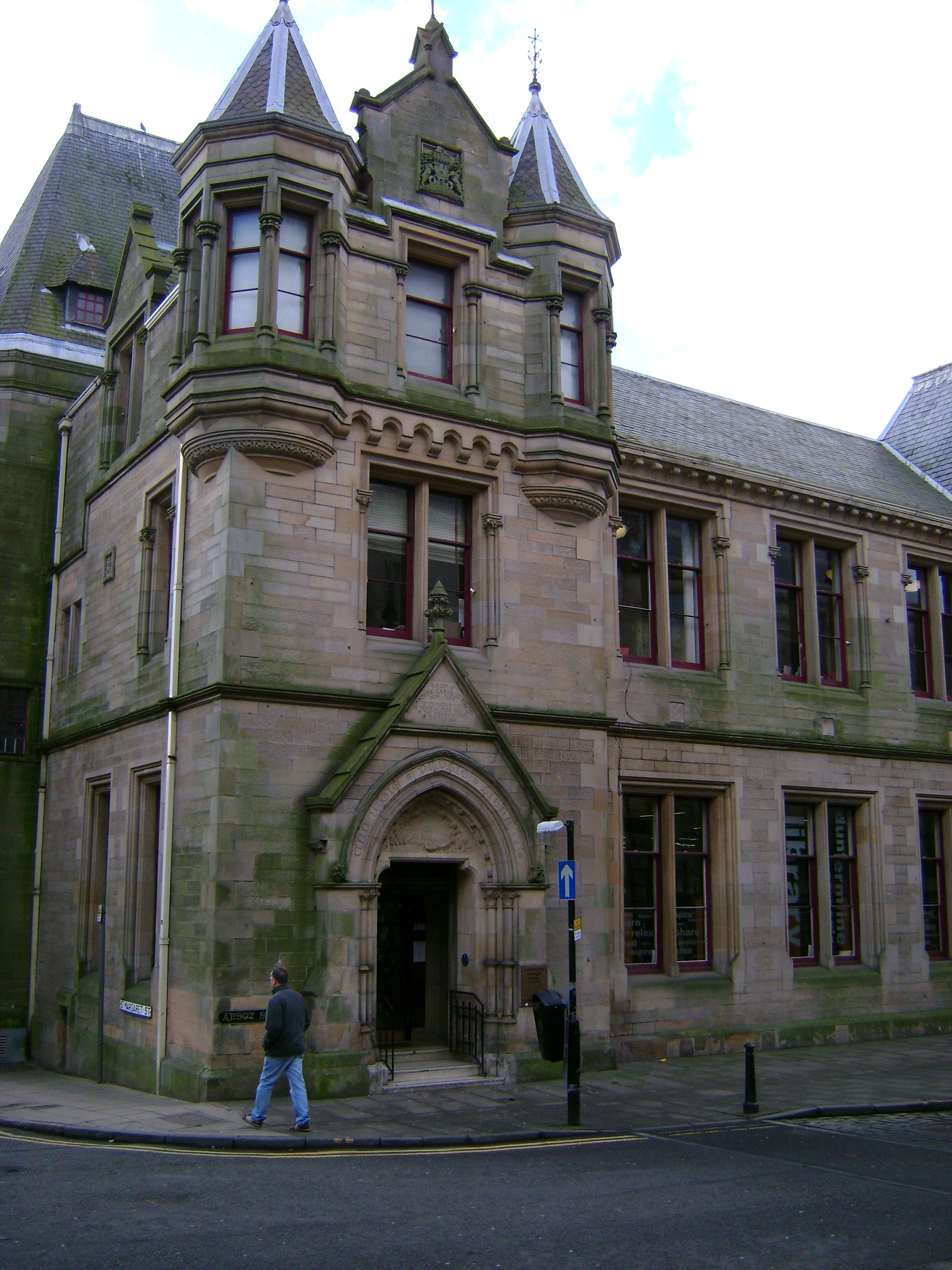
Det första Carnegiebiblioteket, i Andrew Carnegies födelseort Dunfermline i Skottland, från 1883

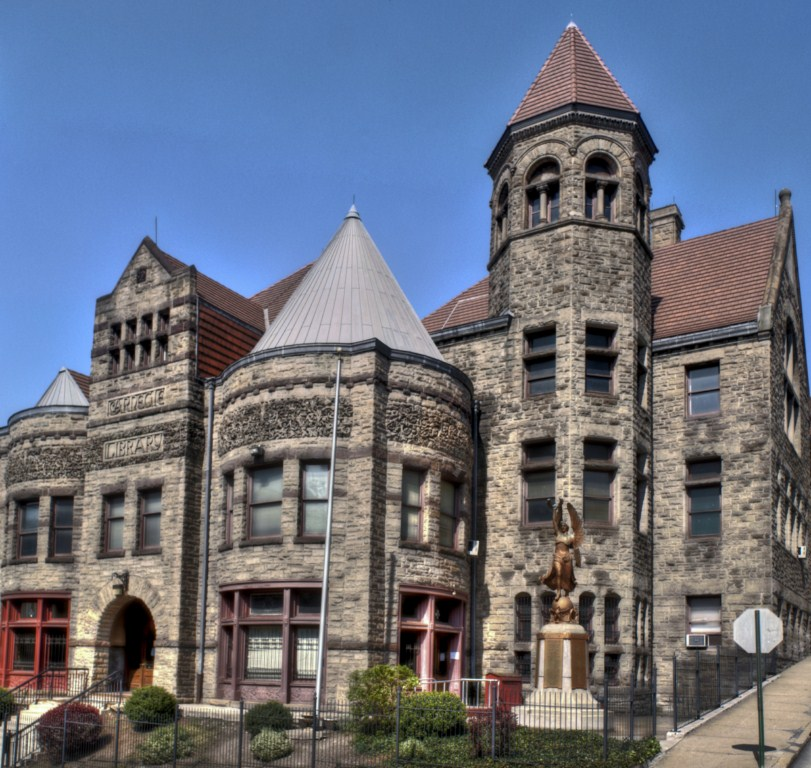
Carnegie Free Library of Braddock i Braddock i Pennsylvania i USA, från 1888, det första Carnegiebiblioteket i USA

Ett Carnegiebibliotek är ett bibliotek som byggts med medel som donerats av Andrew Carnegie. Verksamheten startade 1882 i USA, och det har senare spritts till andra länder.

## Historia
Mellan 1882 och 1929 byggdes 2509 folk- och universitetsbibliotek som var Carnegiebibliotek. Av dessa uppfördes 1795 i USA, varav 1687 folkbibliotek och 108 högskolebibliotek. Böcker och bibliotek var betydelsefulla för Andrew Carnegie under hans tidiga barndom i Skottland och under tonåren i Allegeny City i USA, senare en del av Pittsburgh. I USA närvarade han vid uppläsningar av och diskussioner om böcker från "Tradesman's Subscription Library", vilket hans far hade medverkat till att upprätta.
Senare i livet, när han arbetade på det lokala telegrafbolaget i Pittsburgh, lånade Andrew Carnegie böcker från företagsägaren James Andersons privata bibliotek i Allegheny. På söndagar hade Andersons arbetare tillträde till denna boksamling. I sin självbiografi hyllade Andrew Carnegie James Anderson för att han gav arbetarklasspojkar möjlighet att skaffa sig kunskap genom självstudier.
De första Carnegiebiblioteken låg på platser som Andrew Carnegie själv hade anknytning till. Han anställde 1897 James Bertram (1872–1934) som handsekreterare med ansvar för att administrera biblioteksstödet och därefter utvidgades antalet finansierade bibliotek kraftigt. Vid denna tid expanderade också antalet kvinnoföreningar i USA och dessa ledde grundandet och ordnade finansiering av lokala bibliotek. Av sammanlagt över 3500 bibliotek i USA 1920 var omkring hälften Carnegiebibliotek.
Nästan alla Carnegiebiblioteksbyggnaderna i USA stod kvar på 1990-talet. Fler än hälften användes fortfarande som bibliotek.

## Direkt tillgång till bokhyllorna

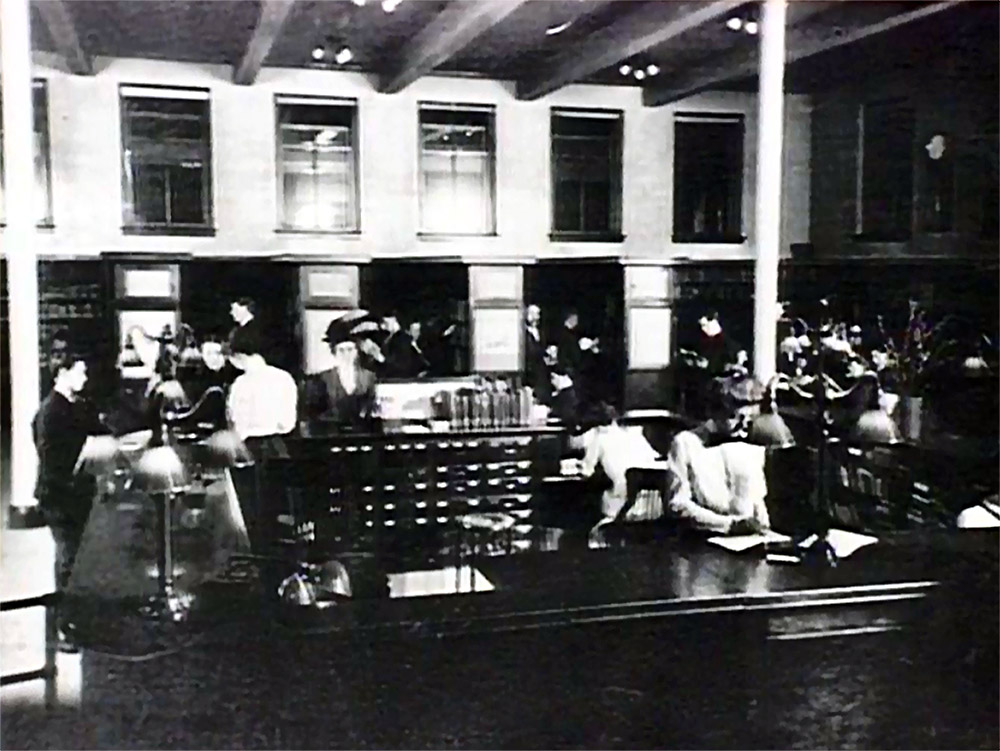
Ett av de första biblioteken med öppna hyllor var Pittsburghs South Side-filial. Bilden är från omkring öppningsdatum 1910.

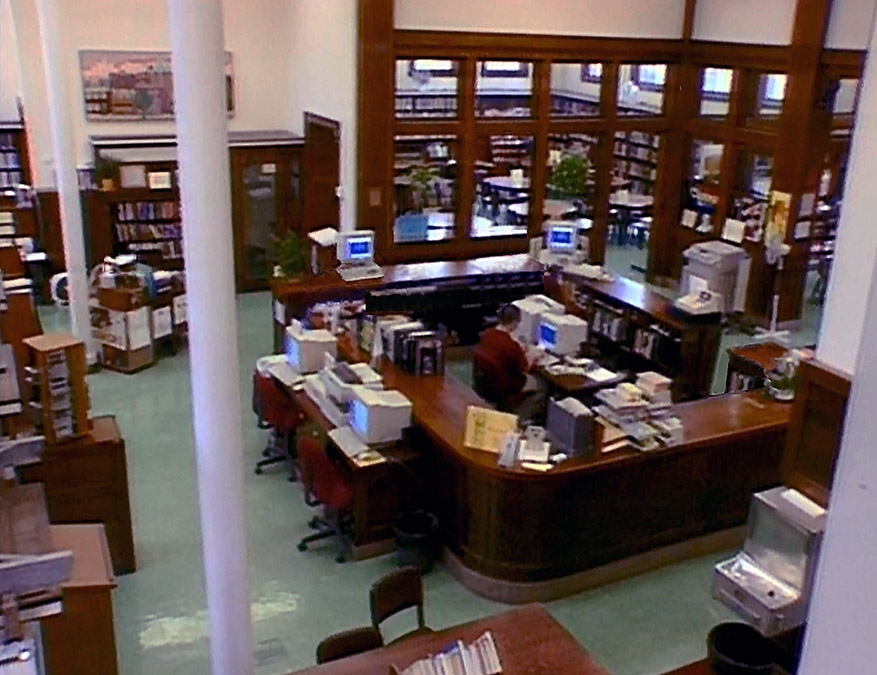
Den ursprungliga disken i Pittsburghs South Side-filial, 1999

För att minska driftskostnaderna införde Andrew Carnegie så småningom den på sin tid nyskapande idén om självbetjäning och öppet tillgängliga bokhyllor, vilken introducerades i Pittsburghs biblioteks filialer. Eftersom bokstölder vid denna tidpunkt ansågs vara ett bekymmer, placerades disken i ett strategiskt läge omedelbart innanför entrédörren. I början var dessa mycket stora och tjänade som en fysisk och psykologisk barriär mellan entrén och bokrummet. Carnegiebibliotekens idé om öppet tillgängliga bokhyllor togs senare upp av andra bibliotek.

## Bildgalleri

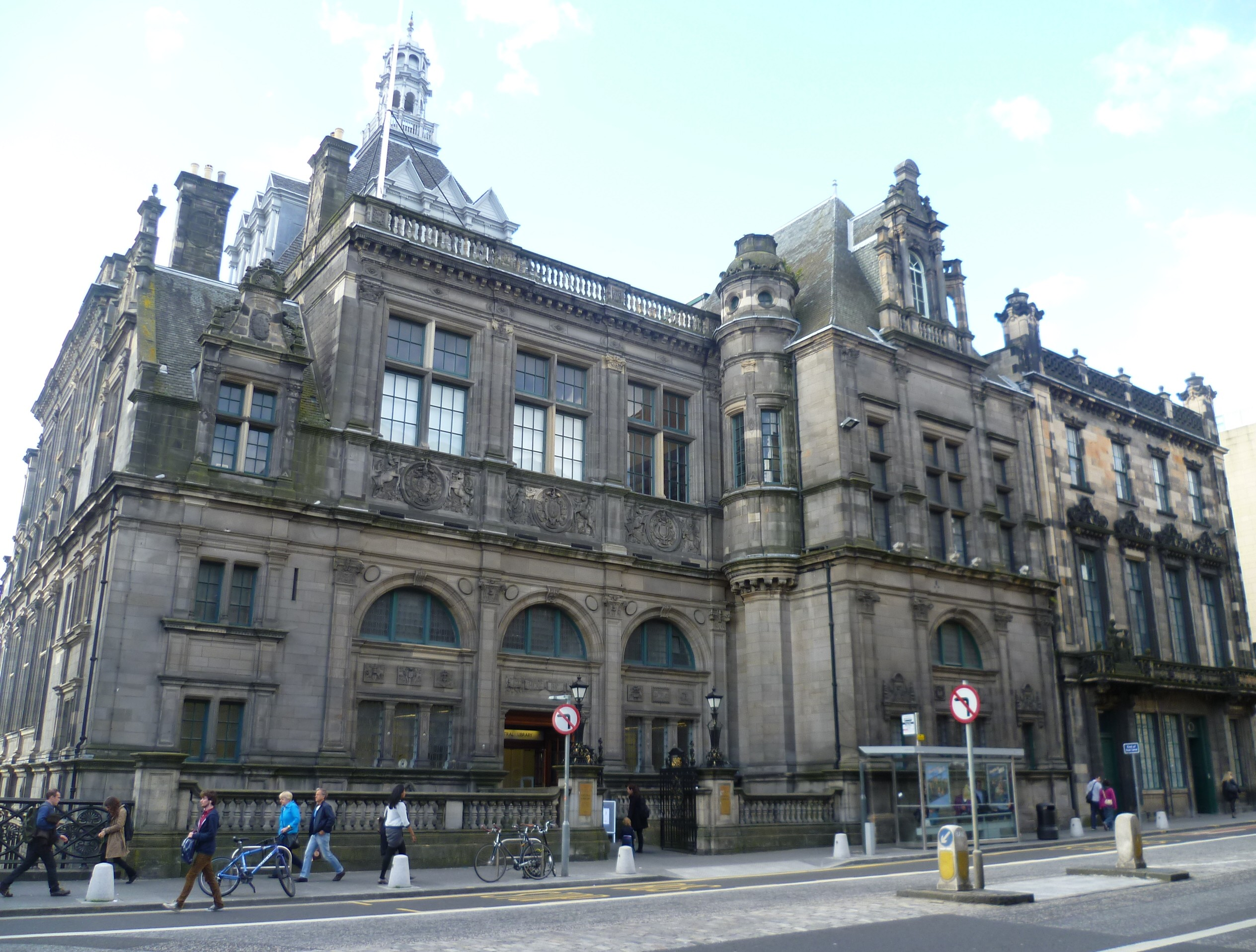
Edinburgh Central Library från 1890, i Edinburgh i Skottland
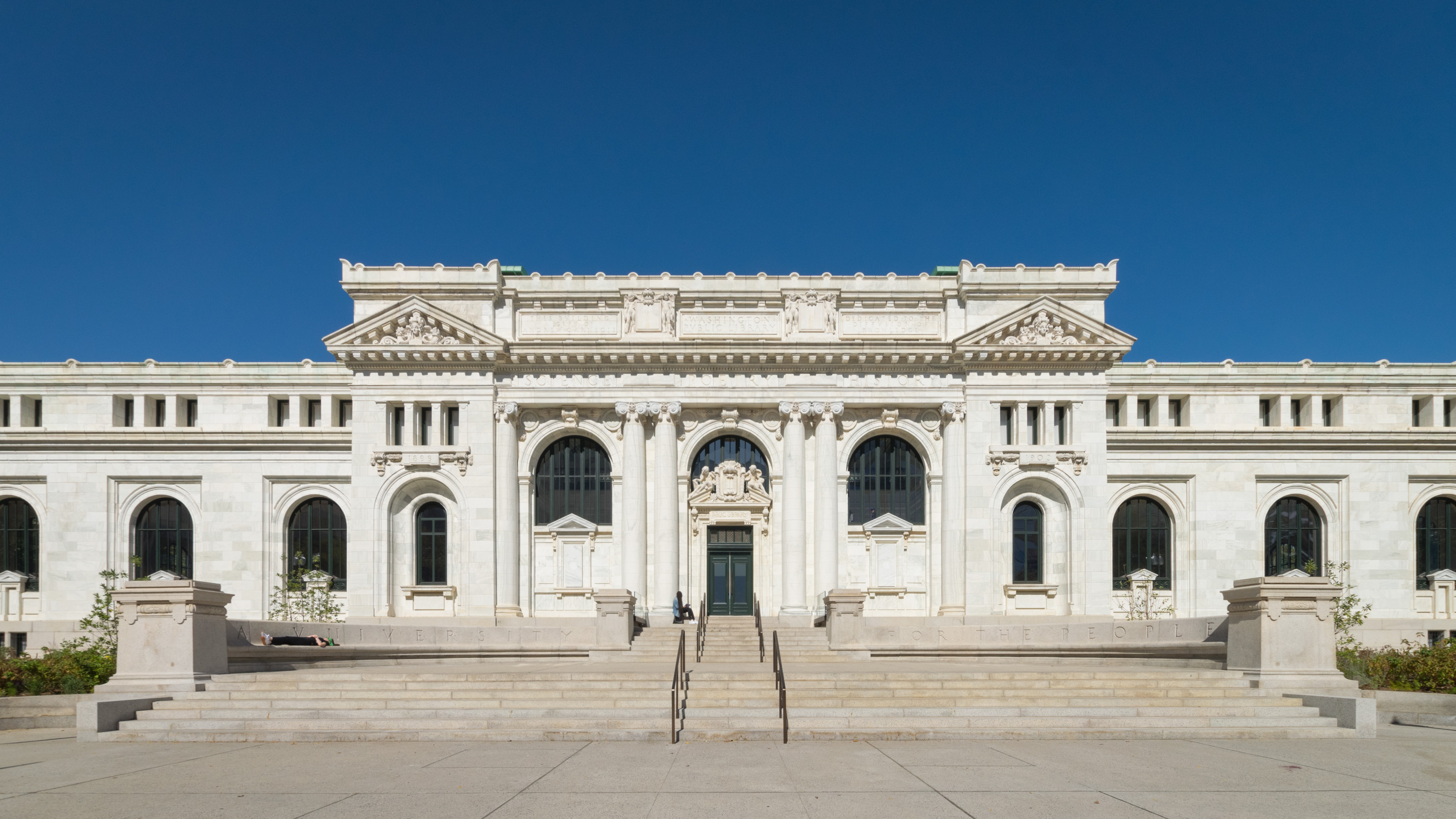
Carnegie Library från 1903, i Washington D.C.
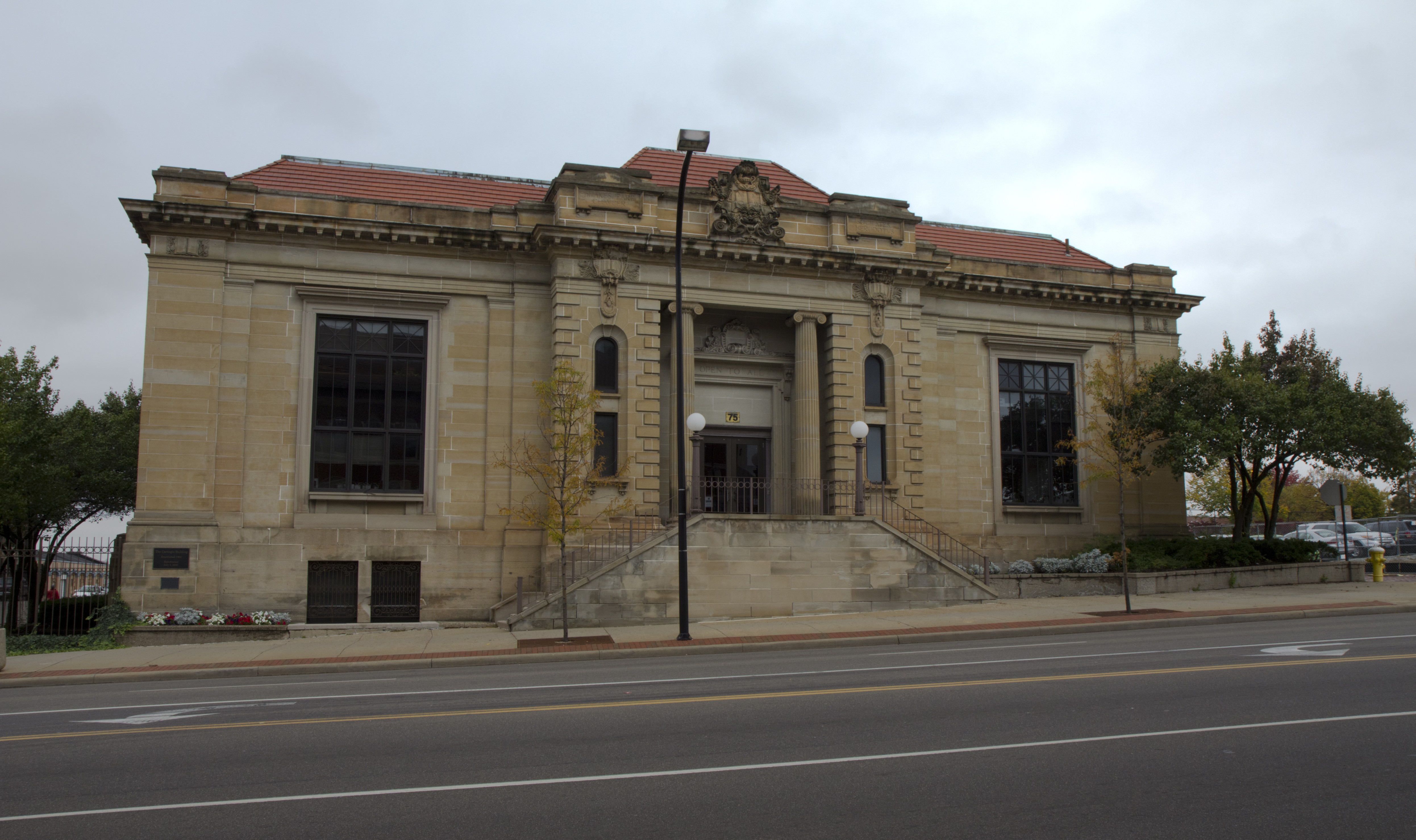
Akron Public Library från 1904, i Akron i Ohio
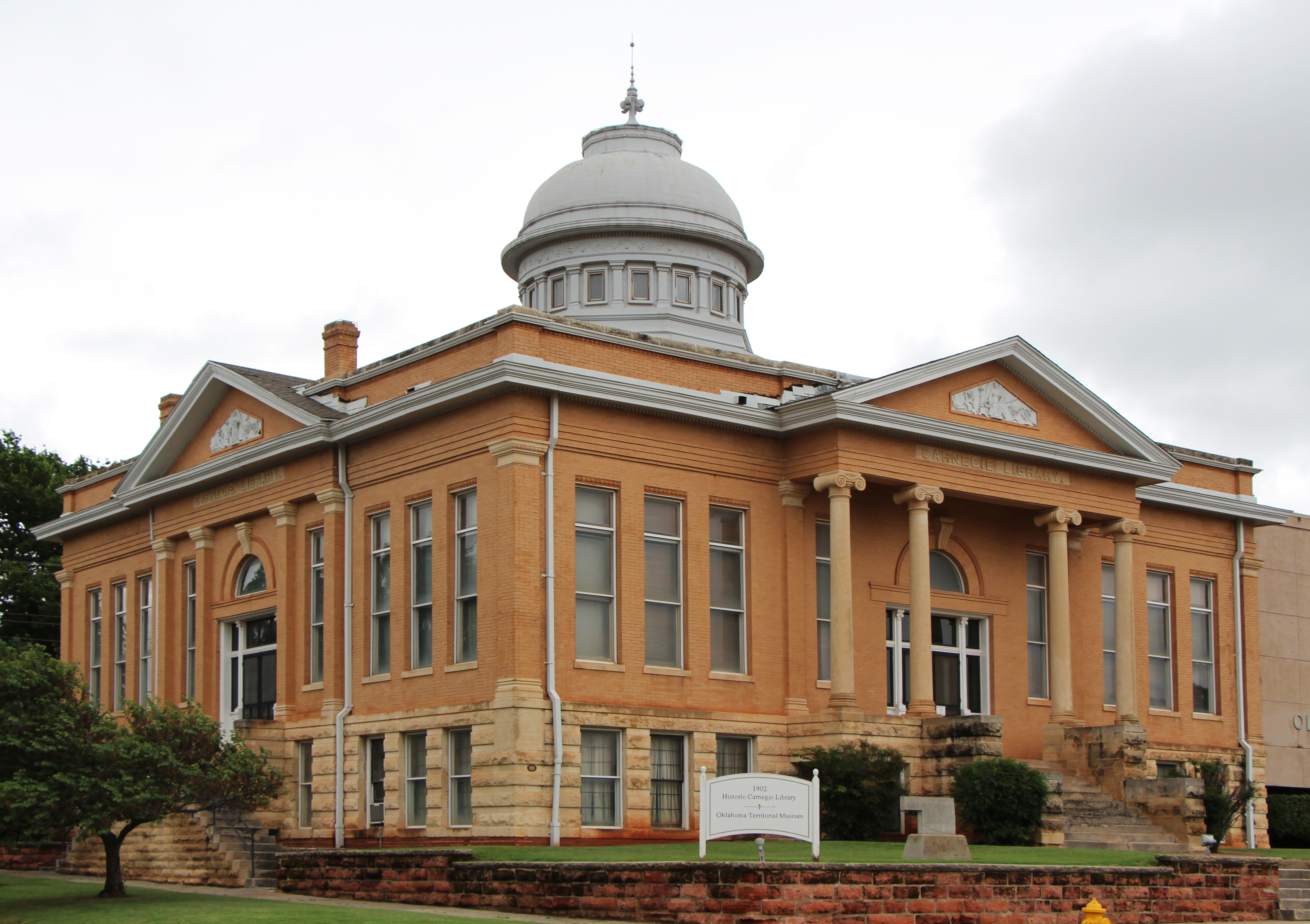
Carnegie Library i Guthrie i Oklahoma från 1901
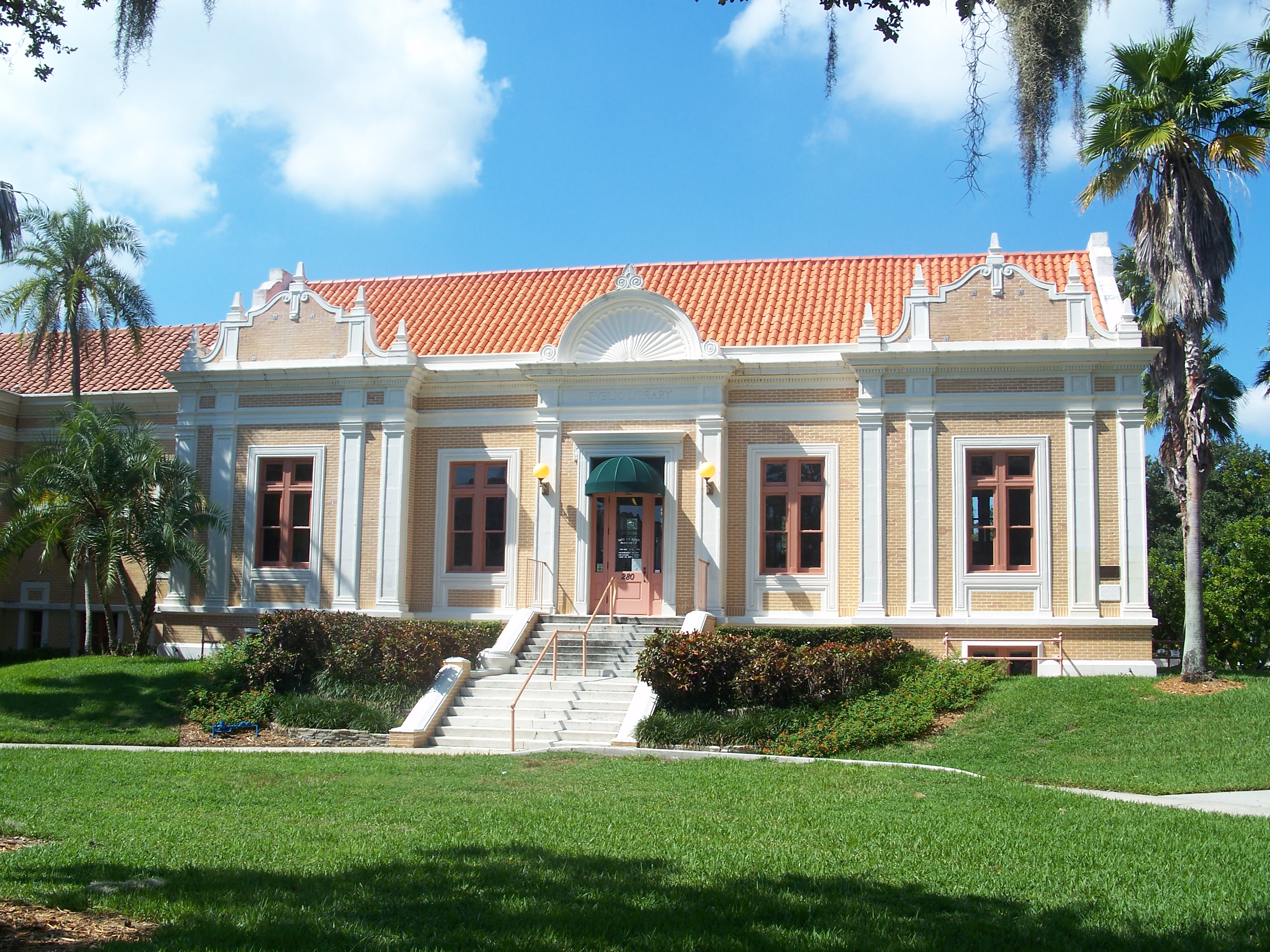
St. Petersburg Public Library i St. Petersburg i Florida från 1915
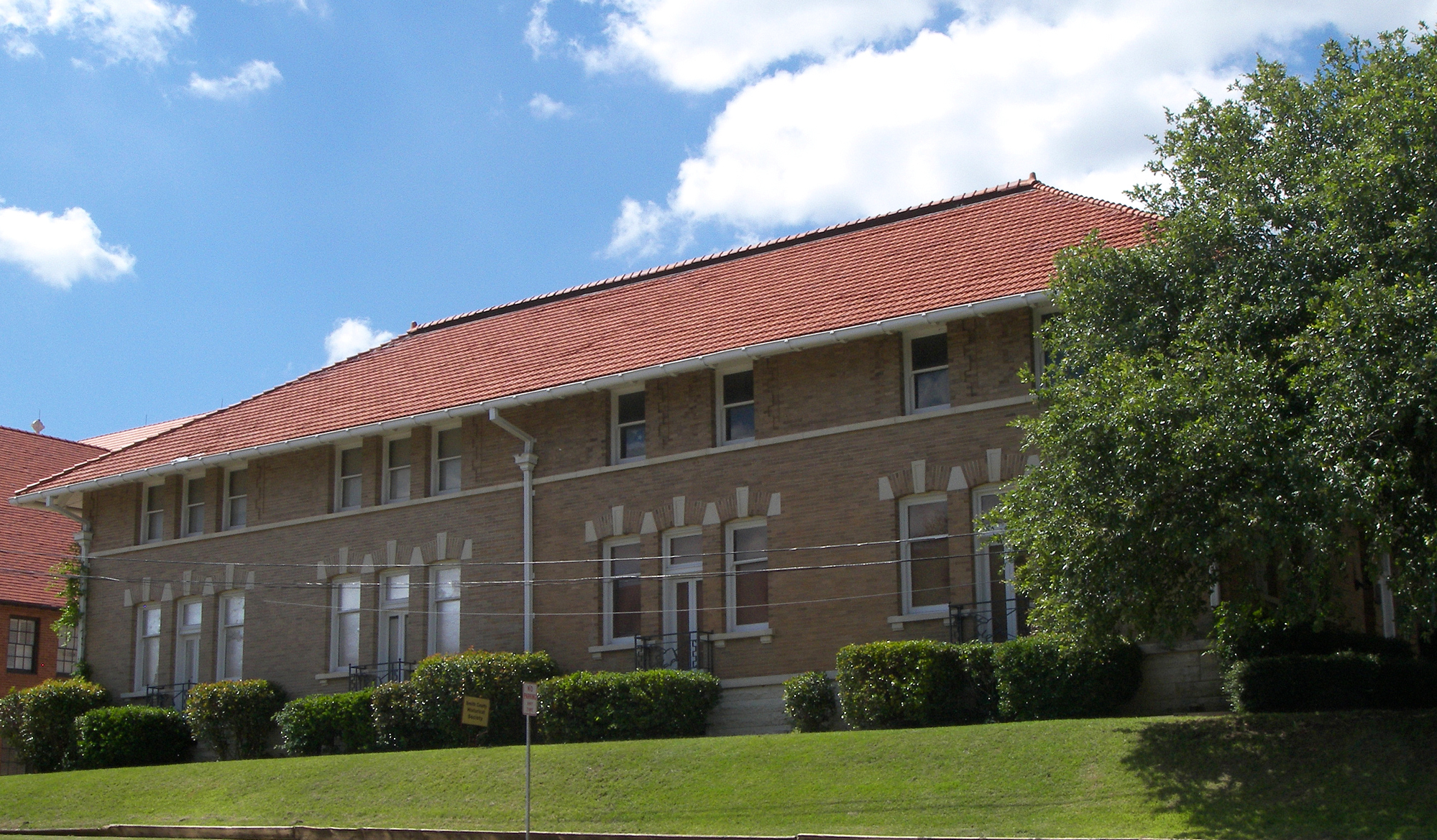
Carnegie Public Library från 1904, i Tyler i Texas
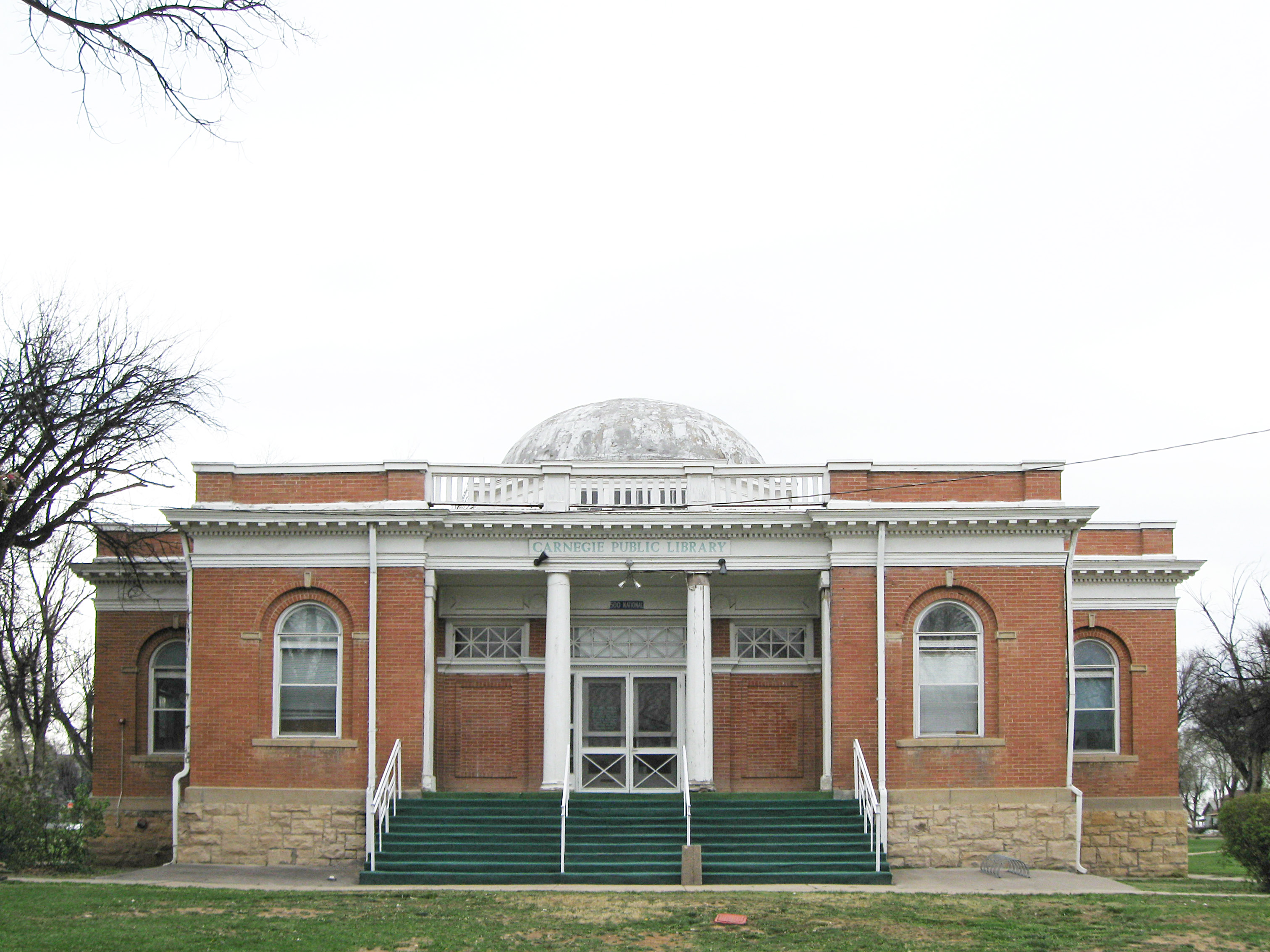
Las Vegas Carnegie Public Library från 1913, i Las Vegas i New Mexico